# Sonnenfresser-Saga
Die Sonnenfresser-Saga (alternativ die Imperium-Reihe, englisch The Sun Eater) ist eine Serie von Science-Fiction-Romanen des US-amerikanischen Autors Christopher Ruocchio. Neben den 2018–2024 erschienenen sechs Büchern der noch nicht abgeschlossenen Hauptreihe existieren drei Novellen und mehrere Kurzgeschichten. Die Übersetzung der ersten drei Bände in die deutsche Sprache erfolgte durch Kirsten Borchardt.
Die Erzählung spielt in einer 20.000 Jahre entfernten Zukunft. Die auf Millionen Welten verbreitete Menschheit wird in weiten Teilen vom Imperium regiert, gleichzeitig gibt es mehrere unabhängige und tributpflichtige Staatenbunde. Zu Beginn der Geschichte befindet sich das Imperium seit 300 Jahren im Kampf mit den außerirdischen Cielcin. Das Gesellschaftsmodell nimmt starke Anleihen an frühere Epochen der Menschheitsgeschichte. Die höheren Gesellschaftsschichten sind genetisch optimiert. In den Romanen erzählt die Hauptperson Hadrian Marlowe die Ereignisse rückblickend am Ende seines Lebens, bereits vorgreifend die Vernichtung der Cielcin und das Auslöschen eines Sterns durch seine Hand nennend.
Eingebettet ist die Geschichte in den Kampf zweier Mächte. Auf der einen Seite sind die Wächter, die zu Beginn des Universums als seine Bewahrer erschaffen wurden, abtrünnig wurden und selbst unsterbliche Herrscher sein wollen. Auf der anderen Seite existiert mit dem Stillen der Schöpfer der Universen. Die Cielcin sind das Werkzeug der Wächter, um alles Leben und damit das Stille zu vernichten und ihr eigenes Überleben zu sichern. Hadrian Marlowe wiederum ist dazu berufen, das Wiedererwachen des Stillen am Ende des Universums zu sichern und damit die Existenz des Lebens zu bewahren.

## Veröffentlichungen
Im Juli 2018 veröffentlichte Ruocchio den ersten Band der Sonnenfresser-Reihe im Verlag DAW Books. Drei der ursprünglich auf fünf Bände angelegten Saga erschienen bisher in deutscher Sprache. In englischer Sprache wurden bis heute sechs Bände veröffentlicht. Der als ein Buch geplante vierte Band erschien 2022 in zwei Bücher aufgeteilt als Ausgaben vier und fünf. Der ursprüngliche fünfte, abschließende Band soll ebenfalls auf zwei Bücher verteilt erscheinen; einer davon wurde 2024 veröffentlicht. Somit wird die Hauptreihe zum Abschluss sieben Bände umfassen.
Insgesamt erschienen fünf der sieben Bücher bei DAW Books. Für die beiden letzten Bände der Reihe schloss Ruocchio einen Vertrag mit Baen Books. Nach eigener Aussage wollte DAW Books anders als der Autor den Abschluss der Serie in nur einem statt in zwei Bänden veröffentlichen. DAW Books änderte die Meinung und kaufte im Juni 2024 die Rechte für die beiden letzten Bände von Baen Books.
Jedem Roman sind Aufsätze angehängt. Den ersten fünf Bänden gleich sind das ‚Dramatis Personae‘, der ‚Index der Welten‘ und das ‚Lexikon‘, deren Inhalt sich von Band zu Band verändert. Auch in den beiden Novellen sind diese Abschnitte teils zu finden. Einen erweiterten Anhang hat die zweite Novelle. Diesem ist ein 22-seitiges Essay über die Geschichte des Hauses Marlowe angefügt. Der sechste Band der Hauptreihe enthält eine Zeitleiste.
Seit 2018 erschienen zudem insgesamt 25 Kurzgeschichten. Der größte Teil wurde erstmals in Anthologien veröffentlicht. Ruocchio stellte später vier Sammlungen ausschließlich als E-Books zur Verfügung, in denen alle dieser Geschichten zusammengefasst sind. Die beiden Sammlungen Tales of the Sun Eater, Vol. 1 (April 2021) und Tales of the Sun Eater, Vol. 3 (September 2023) umfassen jeweils sieben Kurzgeschichten. Der zweite Band Tales of the Sun Eater, Vol. 2 (Juni 2022) enthält sechs, der vierte Band Tales of the Sun Eater, Vol. 4 (Juli 2025) fünf Geschichten. Keine der Erzählungen wurde bislang ins Deutsche übersetzt. Nach Aussage des Autors wird eine gedruckte Fassung aller bisher erschienenen und noch erscheinenden Kurzgeschichten in zwei Bänden nach Veröffentlichung des siebten Bands der Hauptreihe erscheinen.

### Erste Fassung: The Murdered Sun
Im Januar 2016 schlossen DAW Books und Ruocchio einen auf der ersten, bisher nicht veröffentlichten Fassung der Geschichte basierenden Vertrag. The Murdered Sun hatte nur den halben Umfang des späteren ersten Bandes Empire of Silence. Der Ruf der Hauptfigur als Halbsterblicher, sein Leben als Gladiator und die Begegnung mit Valka Onderra kamen darin beispielsweise noch nicht vor. Laut Ruocchio enthielt die Erzählung viele faults and hiccups, also viele Fehler und Probleme. In den folgenden zwei Jahren überarbeitete und erweiterte der Autor mit Hilfe des Lektorats den ersten Teil der Originalfassung. Das Ergebnis wurde Das Imperium der Stille.

### Romane

#### Das Imperium der Stille
Ruocchio, Christopher: Das Imperium der Stille (= Sonnenfresser-Saga. Band 1). Wilhelm Heyne Verlag, 2018, ISBN 978-3-453-31828-1, S. 989 (englisch: Empire of Silence. 2018. Übersetzt von Kirsten Borchardt).
Der neunzehn Jahre alte Sohn des Archons der Meidua-Präfektur, Hadrian Marlowe, vermutet sich als Nachfolger seines Vaters, obwohl er lieber im Forschungscorps wäre. Als ihn sein Vater zur Ausbildung in die Kantorei entsenden will, flieht Hadrian vom Planeten Delos. Die Kantorei ist der einflussreiche religiöse Arm des Imperiums, die von der Wiederkehr der verlorenen Erde predigt und gegen Ketzer rigoros und tödlich durchgreift.
Zwar gelingt die Flucht, doch anstatt den Planeten der Scholastiker zu erreichen, strandet der junge Fürstensohn nach 31 Jahren im Kryo-Schlaf auf dem Planeten Emesh des Grafen Balian Mataro. Um unentdeckt zu bleiben, verbringt Hadrian die folgenden vier Jahre als Bettler und Dieb auf den Straßen der Hauptstadt. Er freundet sich mit der ebenfalls obdachlosen Cat an und geht bis zu ihrem Tod durch eine Seuche eine Beziehung mit ihr ein. Um vom Planeten flüchten zu können, nimmt der junge Mann eine Stelle als Kämpfer im örtlichen Kolosseum an. Als seine Identität gelüftet wird, gerät er in die Fänge des Grafen, der Hadrian als gute Partie für seine Tochter sieht.
Hadrian lernt die ihn faszinierende Xenologin Valka kennen, die ihm eine uralte Ausgrabungsstätte auf dem Planeten zeigt. Sie wurde vom sogenannten ‚stillen Volk‘ errichtet, einer Zivilisation, von der es keinerlei Spuren und Aufzeichnungen mehr gibt. Als sich ein Pilger-Raumschiff der Cielcin gewaltsam einen Weg bis zu den Ruinen bahnt, gelingt es mit Hilfe von Marlowe, mehrere Außerirdische gefangen zu nehmen. Hadrian träumt von einer friedlichen Beilegung des Konflikts zwischen Menschen und Cielcin. Als die Folter eines Cielcin durch die Kantorei zu keinem greifbaren Ergebnis führt, überredet Hadrian die Vertreter des Imperiums, ihn mit den Gefangenen ziehen zu lassen, um Friedensgespräche mit dem Gegner zu beginnen. Er macht sich auf den Weg, nach der mythischen Welt Vorgossos zu suchen. Dort hofft er auf den Kontakt zur fremden Macht. Von dem aus Jadd stammenden Sir Olodin bekommt er ein Hochmaterieschwert geschenkt.
Der erste Roman spielt im Zeitraum 16.136 bis 16.172 Imperialer Sternenzeit.

#### Die Finsternis zwischen den Sternen
Ruocchio, Christopher: Die Finsternis zwischen den Sternen (= Sonnenfresser-Saga. Band 2). Wilhelm Heyne Verlag, 2021, ISBN 978-3-453-31829-8, S. 1068 (englisch: Howling Dark. 2019. Übersetzt von Kirsten Borchardt).
Der zweite Band setzt die Erzählung 48 Jahre nach dem Aufbruch von Emesh fort. Die Rote Kompanie, die als Tarnidentität der Suchenden gebildet wurde, geht jeder Spur nach. Nach einem verlustreichen Einsatz wollen die militärischen Angehörigen des Teams die aussichtslos erscheinende Suche abbrechen und bereiten die Rückkehr vor. Hadrian jedoch flieht mit einem Begleitschiff und verrät dabei seine Geliebte Jinan, eine Offizierin des Staatenbunds von Jadd.
Sieben weitere Jahre dauert die Reise zur March-Station, ihrer einzigen verbliebenen Spur tief im Bereich der Extrasolarianer. Und tatsächlich können sie hier auf einem Weltenwanderer – einem markanten Raumschiffstyp der Extrasolarianern – eine Reise nach Vorgossos buchen. Hadrian begegnet dort der Legende Kharn Sagara, einem seit 15.000 Jahren lebenden Mann. Dieser bietet sein Raumschiff für ein Friedensgespräch zwischen einem Clan der Cielcin und dem Imperium an. Mitten während der zäh verlaufenden Verhandlungen greift das Imperium das Weltenschiff der Cielcin an, zerstört es und tötet damit den gesamten Clan.
Am Verhandlungsort selbst kommt es daraufhin zu Kämpfen zwischen den Vertretern beider Parteien. Während dieser wird Hadrian tödlich verletzt und stirbt. Doch durch den Eingriff der ‚Stillen‘, einem zu Energiewesen aufgestiegenen oder in der Zukunft lebenden Volk, wird Hadrian gerettet. Er spielt in ihren unbekannten Plänen eine entscheidende Rolle, daher können sie ihn nicht sterben lassen.
Als Dank für seinen Einsatz wird Hadrian vom Kaiser des Imperiums rehabilitiert und zum Viktoria-Ritter ernannt. Zusammen mit Valka, mit der er die gegenseitige Zuneigung nun lebt, hat er zum Imperiumsplaneten Forum zu reisen.
Der zweite Roman spielt im Zeitraum 16.219 bis 16.227 Imperialer Sternenzeit.

#### Der Thron der Sonne
Ruocchio, Christopher: Der Thron der Sonne (= Sonnenfresser-Saga. Band 3). Wilhelm Heyne Verlag, 2023, ISBN 978-3-453-31830-4, S. 1169 (englisch: Demon in White. 2019. Übersetzt von Kirsten Borchardt).
Etwa 400 Jahre nach der Flucht von Delos beginnt die Erzählung des dritten Bandes. Hadrian erhält den aussichtslosen Auftrag, eine verschollene Legion in der Nähe vom Planeten Gododdin zu suchen. Begleitet wird er von Alexander, dem Sohn des Imperators. Entgegen jeder Wahrscheinlichkeit findet und erobert er mit seiner Roten Kompanie das Weltenschiff der Cielcin, die für das Verschwinden der Soldaten verantwortlich sind.
Im Triumph kehrt er nach Forum zurück und bekommt vom Imperator die Hand seiner Tochter Selene angeboten, doch zur Verlobung kommt es nicht. Die Angst vor seiner zunehmenden Popularität bringt die eingesessenen Adelsfamilien gegen ihn auf, führt zu Anschlägen auf sein Leben. Schließlich muss er das Zentrum der Macht verlassen.
Auf Colchis sucht er in der imperialen Bibliothek nach Spuren der Stillen. Eine dort aufbewahrte, tausende Jahre alte künstliche Intelligenz kann den möglichen Heimatplaneten der Stillen benennen.
Hadrian macht sich auf die beinahe hundert Jahre dauernde Reise zu diesem Sternensystem, dessen Planeten sie Annica taufen. Die Ruinen auf der Oberfläche ähneln denen von Emesh. Doch es sind nicht die Überreste einer Zivilisation, sondern eine Maschine, um mit Hadrian kommunizieren zu können. Das Stille scheint kein Volk zu sein, sondern eine einzelne Intelligenz aus der Zukunft. Und es warnt vor einem Sieg der Cielcin, die als Diener der viel mächtigeren Wächter agieren.
Auf dem Planeten Berenike kommt es zur Entscheidungsschlacht um einen ganzen Raumsektor des Imperiums. Der Cielcin-Fürst Syriani Dorayaica greift unerbittlich an und kann nach schweren eigenen Verlusten in die Flucht geschlagen werden. Hadrian, der für den Sieg die vom Stillen übertragene Gabe der Zeitmanipulation einsetzt, wird von den überlebenden Soldaten als der wiedergekehrte Gott Imperator gefeiert.
Der dritte Roman spielt im Zeitraum 16.511 bis 16.701 Imperialer Sternenzeit.

#### Kingdoms of Death
Ruocchio, Christopher: Kingdoms of Death (= Sonnenfresser-Saga. Band 4). DAW Books, 2022, ISBN 978-0-7564-1309-5.
Nachdem die Kantorei Hadrian Marlowes Wirken auf Häresie und Hochverrat durchleuchtete, ihn für unschuldig befand und dennoch töten will, nimmt ihn der Imperator aus dem Rampenlicht und entsendet ihn nach Nessus. Siebzig Jahre dient er dort als Gesandter, ehe er mit der Roten Kompanie die von den Cielcin eingenommene Hochmaterie-Fabrik von Eikana befreit.
Kurz darauf bekommt er vom Imperator den Auftrag, im an das Imperium angrenzenden Commonwealth um Unterstützung für den Kampf gegen den Feind zu bitten. Doch das Konklave und damit die Regierung ist von der Organisation MINOS unterwandert. Hadrian wird in eine Falle gelockt und den Cielcin ausgeliefert, sein im Orbit verbliebenes Raumschiff Tamerlone wird vom Feind erobert.
Auf dem Weltenschiff Dharam-Tun werden die Gefangenen zum Planeten Eue gebracht. Während der langen Reise wird Hadrian vom Cielcin-Fürsten Syriani Dorayaica gefoltert. Vom Schmerz gebrochen verrät er schließlich die Reiseroute des Imperators durch die Grenzwelten des Imperiums, obwohl Syriani diese längst kannte.
In der Stadt Akterumu auf Eue versammeln sich alle 1700 Fürsten der Cielcin mit ihren Blut-Clans. Syriani Dorayaica will sie einen und unter seine Führung bringen. Im Heiligtum Miudanars, des Wächter-Gottes der Cielcin, bringt er über 1600 dieser Fürsten um, da er sich ihrer Gefolgschaft nicht sicher sein kann. Anschließend will er Hadrian töten, da mit ihm die Niederlage des Stillen und der Sieg der Wächter sicher ist. Er selbst will durch seine Handlungen zum Gott aufsteigen. Die 90.000 Mann starke Rote Kompanie übergibt er den versammelten, menschenfressenden Cielcin als lebendes Futter. Doch es kommt zum Aufstand. Hadrian kann zusammen mit Valka in einem kleinen Raumschiff fliehen, doch nahezu alle Freunde von Hadrian und die gesamte Rote Kompanie kommen in diesem Kampf um.
Die beiden fliehen nach Colchis, um nach den Schrecken erst einmal Ruhe zu finden. Sie suchen das Grab ihrer eines natürlichen Alterstodes gestorbenen Weggefährtin Siran auf und finden den im Tiefschlaf befindlichen Tor Gibson vor. Die nächsten Jahre bis zum Tod von Hadrians Mentor verbringen sie auf dem Planeten.
Der vierte Roman spielt im Zeitraum 17.006 bis 17.089 Imperialer Sternenzeit.

#### Ashes of Man
Ruocchio, Christopher: Ashes of Man (= Sonnenfresser-Saga. Band 5). DAW Books, 2022, ISBN 978-0-7564-1660-7.
Ehe er sich auf Colchis in die Hände des Imperiums begibt, sucht Hadrian noch einmal die imperiale Bibliothek auf, um Tor Gibsons Identität zu ergründen. Er erfährt, dass Gibson der Sohn eines Imperators war, der in der Thronfolge übergangen wurde.
Hadrian und Valka werden auf Colchis und Nessus mehrfach zu den Ereignissen auf Padmurak und Eue befragt, ehe man sie auf den von den Cielcin verwüsteten Frontplaneten Carteia bringt. Dort residiert zu dieser Zeit der Imperator mit seinem Hof auf seinem Weg die Front entlang. In einem geheimen Treffen offenbart der Imperator sein Wissen über das Stille und die Wächter. Bereits auf einem anderen Planeten wurde ein toter Wächter ausgegraben. Und er offenbart, dass auch der erste Imperator beim Kampf gegen die Mercanii Visionen vom Stillen empfangen hat. William will nach einem lebenden Wächter suchen lassen, damit Hadrian, den er für in Macht und Größe dem Gott Imperator gleichsetzt, diesen dunklen Gott tötet.
Als nächsten Auftrag erhält Hadrian jedoch die Aufgabe, eine Festung der Extrasolarianer auf dem Planeten Ganelon zu erobern, in der eine weitere Produktion von Cielcin-Chimären vermutet wird. Nur durch das Eingreifen einer Flotte aus Jadd können die Sollanischen Streitkräfte den Weltenwanderer (Sojourner) der Extrasolarianer und zwei der drei Weltenschiffe der Cielcin in die Flucht schlagen. Die Bodentruppen entdecken den wahren Grund der Festung. Hier wurde bereits seit Jahrzehnten ein Virus produziert, das auf Menschen tödlich wirkt und die Menschheit in der Galaxis vernichten soll.
Auf dem Weg zum Treffpunkt mit dem Imperator auf Perfugium erfährt die Flotte von der Zerstörung der imperialen Flotte und der Belagerung des Planeten. Da die zahlenmäßige Überlegenheit der Cielcin zu hoch ist, wird ein Rettungsplan des in den Tunneln unter der Planetenoberfläche versteckten Imperators erarbeitet und umgesetzt. Die Evakuierung gelingt unter hohen Verlusten, und auch Valka stirbt bei der Flucht vom Planeten. In seiner Trauer findet Hadrian nach langer Zeit Zugang zu seinen vom Stillen verliehenen Fähigkeiten und tötet den Anführer der Cielcin-Flotte, Fürst Ugin Attavaisa, aus der Ferne.
Aus Dank will der Imperator Hadrian belohnen, doch dieser weist das Angebot ab und schlägt den Herrscher ins Gesicht, als dieser Valka als ‚nur eine Tavrosi‘ bezeichnet. Zur Strafe soll er auf den Gefängnisplaneten Belusha gebracht werden, doch ihm wird die Flucht nach Jadd ermöglicht.
Der fünfte Roman spielt im Zeitraum 17.098 bis 17.136 Imperialer Sternenzeit.

#### Disquiet Gods
Ruocchio, Christopher: Disquiet Gods (= Sonnenfresser-Saga. Band 6). Baen, 2024, ISBN 978-1-982193-32-4.
Über 200 Jahre befindet sich Hadrian bereits im Exil auf Jadd. Die Menschheit ist noch immer von der Auslöschung durch die Cielcin und das tödliche Virus bedroht. Als ein noch lebender Wächter auf dem Planeten Sabratha ausgegraben wird, begnadigt der Imperator Hadrian und erinnert ihn an sein Versprechen, das Wesen zu töten. Mit seiner In vitro entstandenen Tochter Cassandra macht sich Hadrian auf den Weg, kann jedoch die Flucht der Wächterin Ushara nicht verhindern. Vorher erfährt er von dem mächtigen Wesen, es sei zu Beginn des Universums erschaffen worden. Er hat den Eindruck, der Schöpfer war das Stille.
Hadrian erinnert sich an eine mächtige Waffe der Mericanii, die im Besitz von Kharn Sagara ist und die Wächter vernichten kann. Daher kehrt er nach Forum zurück, um vom Imperator eine Suchexpedition nach Vorgossos zu erbitten. Die Kantorei hält ihn noch immer für eine Gefahr und vergiftet ihn. Am Ende der Zeit wacht der nun schon zum zweiten Mal getötete Halbsterbliche in einem neuen Körper auf. Er erfährt von den Grundlagen der Universen, vom Stillen als ihrem Schöpfer und den Wächtern, die im Auftrag des Stillen die Schöpfung bewahren sollten und abtrünnig wurden.
Das Stille lässt Hadrian die Wahl, die ihm gestellte Aufgabe als Vernichter der Cielcin anzunehmen oder abzulehnen. Da bei einer Ablehnung sein Einfluss auf die Vergangenheit nie geschehen wäre und damit Cassandra nie entstehen würde, lässt er sich in einem neuen, nun wieder makellosen Körper in seine Zeit zurückversetzen. Im Schiff von Lorian Aristedes, der nach seiner Flucht vom Gefängnisplaneten Belusha in die Dienste des Monarchen Calen Harendote eingetreten ist, wird er zu dessen Planeten Latarran gebracht. Hadrian erkennt im Monarchen den geklonten Kharn Sagara, dessen Schwester Vorgossos und den Weltenwanderer in Besitz genommen hat. Sie schließen einen Pakt, nach dem Hadrian dem Monarchen bei der Rückeroberung und Tötung seiner Schwester hilft, dafür im Gegenzug über den Weltenwanderer und seine Waffen verfügen darf.
Die Eroberung von Vorgossos gelingt. Sowohl der männliche als auch der weibliche Klon von Kharn Sagara wollen Hadrian dabei manipulieren und betrügen, und so tötet er schließlich beide. Mehrere der während der Kämpfe neu entstandenen Klone des Monarchen können entkommen, werden auf dem Planeten gejagt in der Hoffnung, alle zu vernichten. In den Untiefen des Planeten tötet Hadrian den letzten Mericanii, Brethren, aus dessen Resten sein Kind Orphan schlüpft. Mit ihm kann Hadrian die Kontrolle über den Weltenwanderer gewinnen.
In einer Vision sieht Hadrian die Wächterin Ushara und den Cielcin-Fürsten Syriani Dorayaica, dessen Körper nach und nach vom Wächter Miudanar übernommen wird. Mit diesen Wächtern als Anführer der Cielcin scheint das Ende der Menschheit unabwendbar.
Der sechste Roman spielt im Zeitraum 17.395 bis 17.458 Imperialer Sternenzeit.

### Novellen

#### The Lesser Devil
Ruocchio, Christopher: The Lesser Devil. Eigenverlag, 2020, ISBN 979-86-1735413-5.
Dreißig Jahre nach der Flucht Hadrians von Delos werden sein Bruder Crispin und seine Schwester Sabine zu ihrer Großmutter in einen anderen Teil der Welt beordert. Nach Hadrians Verschwinden bekam das Haus Marlowe die Erlaubnis von der Kantorei, ein neues Kind in der Retorte züchten zu lassen – Sabine. Über dem Reservat von französischsprachigen Katholiken, die hier von Imperium und Kantorei geduldet werden, wird ihr Transportschiff von unbekannten Angreifern abgeschossen. Auf der Flucht finden sie Unterschlupf bei den Christen, werden jedoch bald von den Verfolgern aufgespürt. Es kommt zum Kampf zwischen den beiden Parteien. Es gelingt Crispin, den überlebenden eigenen Soldaten und den Bewohnern des Ortes, die Schlacht solange offen zu halten, bis Hilfe vom Vater der Geschwister eintrifft. Die Truppen von Lyra Orin-Natali werden vernichtend geschlagen. Lyra wollte sich am Haus Marlowe rächen, da Crispins Vater ihre Familie nach einer Rebellion komplett ausgelöscht hatte.

#### Queen Amid Ashes
Ruocchio, Christopher: Queen Amid Ashes. Eigenverlag, 2022, ISBN 979-88-3617584-9.
Die erste Veröffentlichung dieser Geschichte erfolgte 2021 in der Anthologie Sword & Planet ISBN 978-1-9821-2578-3. Die ein Jahr später publizierte, eigenständige und leicht überarbeitete Ausgabe wurde um ein neues neuntes Kapitel ergänzt, das die Selbstjustiz im letzten Kapitel erläutern soll.
Der Wüstenplanet Thagura wurde von den Cielcin belagert und zerstört. Hadrian Marlowe wird in seiner ersten Mission nach dem Ritterschlag mit einer Flotte ausgesendet, den Überfallenen Hilfe zu leisten. Auf seinem neuen Schiff, der Tamerlane, trifft er durch die Entfernung jedoch erst im Jahr 16.257 ISZ ein, also zehn Jahre nach dem Überfall. Das Weltenschiff der Cielcin ergreift die Flucht, die verbleibenden feindlichen Raumschiffe werden vernichtet.
Im Bunker unter der ehemaligen und in Trümmern liegenden Hauptstadt Pseldona findet Hadrian Überlebende des Angriffs, darunter die Baronin Gadar Malyan. Auch in der Nähe eines Pols werden Menschen aus einem Lager der Cielcin befreit, einem Schlachthaus für Menschen, die den Außerirdischen als Nahrung dienen sollen.
Doch durch die Cielcin und überlebende Menschen erfährt Hadrian, dass die Hauptstadt von den Verteidigern zerstört wurde, acht Millionen Menschen bei diesem Angriff umkamen. Gadar Malyan wird festgenommen und des Genozids an ihrem eigenen Volk überführt. Sie wollte so den Cielcin ihre Nahrungsgrundlage nehmen, sie so bewegen, zum nächsten Planeten zu ziehen. Valca und Hadrian wissen, dass das Imperium eine eher milde Strafe verhängen würde, und greifen daher zur Selbstjustiz. Hadrian wird zum Ankläger und Richter, verurteilt Gadar zum Tod durch das Schwert und führt die Enthauptung selbst als Henker durch.

#### The Dregs of Empire
Ruocchio, Christopher: The Dregs of Empire. Eigenverlag, 2023, ISBN 979-88-6247007-9.
Um Hadrian Marlowe nach den Ereignissen auf Perfugium die Flucht vor dem Imperium zu ermöglichen, opfert sich Lorian Aristedes und wird an seiner Stelle auf den Gefängnisplaneten Belusha gebracht. Belusha ist ein rechtsfreier Raum. Als Lorian bei einem Arbeitseinsatz ein schwer misshandeltes und mehrfach vergewaltigtes Mädchen findet, das kurz darauf stirbt, tötet er die Hauptperson dieses Verbrechens. Da jedoch nur die Arbeitsleistung zählt und nicht das Verhalten, wird Lorian strafversetzt. Die anderen Mithäftlinge halten ihn – auch auf Grund seiner Mutation – für einen Spion und versuchen ihn zu ermorden. Nur unter Mithilfe eines anderen Gefangenen kann er fliehen.
Auf den weiten, unwirtlichen Flächen des Planeten kommt er mit den ‚Outborn‘ in Kontakt. Zusammen mit deren Anführer entwickelt er einen Plan, die Soldaten des Imperiums von der Planetenoberfläche zu vertreiben. Insgeheim will Lorian die militärische Aktion für die Flucht vom Planeten nutzen. Als der Anführer der Outborn beim Angriff auf den zentralen Turm stirbt und sich dadurch die Kommandostrukturen auflösen, bricht der Aufstand zusammen. Lorians Vertraute sterben während des Gefechts, während er sich in einem Lastenaufzug verstecken kann. Mit diesem gelangt er in die Orbitalstation, kann ein Kurierschiff kapern und von Belusha fliehen.

### Kurzgeschichten
In diesem Abschnitt werden die Kurzgeschichten alphabetisch nach ihrem Titel aufgeführt.
After the Feast
Die Erstveröffentlichung der Erzählung erfolgte im Kurzgeschichtenband Tales of the Sun Eater, Vol. 3.
Erzählt werden die letzten Stunden von Otavia Corvo auf der von den Cielcon zerstörten Tamerlane. Nachdem sie Marlowe und Varla zur Flucht von Eue verhelfen konnte, möchte sie durch Überladen der Kondensatoren der Strahlenkanonen noch einen möglichst großen Schaden unter den Feinden anrichten. Zur Ausführung ihres Plans muss sie das Raumschiff durchqueren und gerät in mehrere Kämpfe. Dabei werden kurze Rückblicke auf ihr Leben eingestreut. Letztlich erliegt sie den in den Kämpfen erlittenen Wunden, ohne ihr Ziel zu erreichen.
A Parable in Iron
Diese Geschichte erschien in Form einer Fabel in Tales of the Sun Eater, Vol. 3.
In einem lange vergangenen Krieg wurde ein Planet unbewohnbar. Nur die Kampfroboter blieben aktiv und hielten die Stellung, ohne weitere Anweisungen zu erhalten. Einer nach dem anderen fiel aus, nur ein Exemplar überstand die Zeit. Durch Beobachtung des Werdens und Verblühens einer Blume überwindet die künstliche Intelligenz die eigene Programmierung und beginnt einen Roboterstaat aufzubauen, der das neu entstehende Leben auf dem Planeten pflegt. Der erste Roboter wird zum König ernannt. Durch Selbstaufopferung löscht er sich nach und nach selbst aus, hinterlässt seinen Untertanen einen rudimentär erstellten Nachfolger. Diese erkennen, dass der neue König nur durch Ersatzteile von ihnen selbst zum Leben erwachen kann, und so spendet jeder eine eigene, überzählige Funktion an den neuen Herrscher.
Daughter of Swords
Diese erste Erzählung über Marlowes Tochter wurde in Tales of the Sun Eater, Vol. 3 veröffentlicht.
Im Jahr 17.370 ISZ wird die fünfzehnjährige Cassandra Marlowe von drei ihrer Mitschülerinnen der Fire School auf Jadd im Übungsraum attackiert. Ihre Andersartigkeit auf Grund ihrer Herkunft und ihres Blutes wird nicht akzeptiert. Ob die Mädchen sie mit ihren Übungsschwertern einschüchtern oder verletzen wollten, ist nicht klar, und Cassandra beginnt selbst den Angriff. Kurz nachdem sie einer ihrer Mitschülerinnen Zähne aus dem Mund geschlagen hat, taucht der Schwertmeister Hydarnes du Novarra auf. Er entlarvt das Vorhaben der drei Mädchen und schickt sie fort. Cassandra erteilt er vor Ort eine Strafe, wodurch sie sich ungerecht behandelt fühlt. Während ihres Straflaufs begegnet sie ihrem Vater, erzählt ihm, dass ihre Mitschülerinnen ihre Mutter als Hexe bezeichnet haben. Er lacht nur und erzählt, wie er selbst auf Emesh einen Priester zum Duell herausforderte, der dasselbe getan hat. Sie werde nie eine Jaddianerin sein, macht er ihr bewusst. Und er zeigt ihr auf nicht zu wissen, ob die anderen drei Mädchen nicht mittlerweile ebenfalls eine Strafe erhalten haben.
Fire in the Sky
In gedruckter Form erschien die Geschichte erstmals in Tales of the Sun Eater, Vol. 2. Vorher wurde sie im Podcast Simultaneous Times veröffentlicht.
Das Dorf der Jugendlichen Iana wird von den Cielcin überfallen, ihre Mutter ist bereits tot. Mit ihrem Bruder flieht sie aus dem Ort. Er entkommt vermutlich, doch sie gerät in Gefangenschaft. Wenig später werden sie und weitere Dorfbewohner von imperialen Truppen befreit. Iana macht sich auf die Suche nach ihrem Bruder.
Good Intentions
Die Erzählung findet sich erstmals im Februar 2021 in der Anthologie Shapers of Worlds ISBN 978-1-989398-26-5. Später wurde sie Teil der Tales of the Sun Eater, Vol. 2.
Valka schließt sich einer Karawane an, um die Marschierenden Türme von Menhir Dur auf Sadal Suud zu erforschen. Sie sieht, wie ein Priester der Kantorei einen versklavten Cavaraad – ein xenobitisches Volk von enormer körperlicher Größe – zur Arbeit antreibt. Aus Mitleid befreit sie in der Nacht das Wesen. Doch statt zu den Artgenossen in die Berge zu fliehen tötet es einen zufällig vorbeikommenden kleinen Jungen und einen Arbeiter, ehe es vom Priester zerstört wird. Valka wird nicht verdächtigt, muss jedoch von nun an mit der Schuld leben.
Gutter Ballet
Im September 2022 erschien die Geschichte in der Anthologie No Game for Knights ISBN 978-1-9821-9208-2. Auch im ein Jahr später erschienenen Tales of the Sun Eater, Vol. 3 ist sie zu finden.
Simon Fabray arbeitet als Detektiv auf der extrasolarianischen Raumstation Hyadon. Dem ehemaligen Ritter des Imperiums wurde ein künstliches Herz eingesetzt, weswegen er nie wieder heimkehren kann. Eines Tages sucht ihn die Tänzerin Eirene auf. Sie ist eine von mehreren Klonen von Madame Vigran. Eine ihrer Klon-Schwestern ist seit drei Tagen verschwunden, und sie möchte von Simon in Erfahrung bringen lassen, ob ihre Besitzerin etwas damit zu tun hat, und wenn ja, soll er sie töten. Doch Simon lehnt ab, er sei kein Mörder. Dennoch plagt ihn das Gewissen, und so verschafft er sich Zutritt ins Haus von Madame Vigran. Er findet ihren Arzt vor, der bestätigt, dass die Mädchen als Ersatzteillager für seine alte Patientin dienen. An ihrem Krankenbett zeigt die Frau keine Einsicht, es könne falsch sein, für ihr eigenes Leben zahlreiche Klone zu töten. Daher zerstört Simon ihre lebenserhaltenden Geräte.
Kill the King
Die Kurzgeschichte ist in der im Februar 2020 veröffentlichten Anthologie The Dogs of God ISBN 978-1-950420-96-4 zu finden. Sie wurde in die Sammlung Tales of the Sun Eater, Vol. 2 aufgenommen.
In der normesischen Weite geraten nach dem Zusammenbruch der Kontrolle durch das Sollanische Imperium andere Menschen an die Macht. Einer davon ist Calen Harendotes, der sich zum Monarchen von Latarra ausgerufen hat. Der imperiale Geheimdienst schickt den Agenten Syme, um getarnt als Geschäftsführer des Wong-Hopper-Konsortiums ein Attentat auszuführen. Er wird vom Monarchen empfangen und tötet den alten Mann, wobei er dessen Kopf zusätzlich zerstören muss – Calen scheint ein Extrasolarianer zu sein. Syme kann das Gebäude verlassen, wird jedoch vom echten Monarchen gestellt, der ihn nach kurzem Kampf überwältigt. Der Mann auf dem Thron war nur ein fremdgesteuerter Körper von Calen. Um ein Exempel zu statuieren, wird Symes Körper durch ein mechanisches Konstrukt ersetzt und zurück zum Imperator geschieht. Für Syme ist es das Todesurteil, da ihn die Kantorei nicht am Leben lassen wird. Dem Imperator gegenüber ist es eine Drohung, gegen das Sollane Imperium vorzugehen, sollte noch einmal ein Angriff erfolgen.
Knowledge
Die Geschichte wurde erstmals live aufgeführt und erschien später in bearbeiteter Form in Tales of the Sun Eater, Vol. 2.
Hadrian Marlowe besucht im Jahr 16.207 ISZ zusammen mit Jinan ein Cid Arthur-Kloster auf Nagramma. Er denkt über den in jedem Klostergarten stehenden Baum der Erkenntnis nach, in dem dem Glauben der Krieger-Mönche folgend der Geist von Merlin zu finden sein soll. Die Erzählung um Adam, Eva und der Schlange wird hier Cid Arthur und Merlin zugeschrieben. Hadrian macht sich kurz Gedanken zum Thema Gut und Böse. Doch in diesem Moment ist ihm das Leben wichtiger, nicht das Wissen.
Mother of Monsters
Im Dezember 2022 erschien die Erzählung in der Anthologie Worlds Long Lost ISBN 978-1-9821-9230-3. Zudem wurde sie in Tales of the Sun Eater, Vol. 3 veröffentlicht.
Der Pionier Valen von Herakos wird nach Eroberung des Cielcin-Weltenschiffs Echidna bei Cressgard dazu eingesetzt, die in den Tunneln des zum Raumschiff umgebauten Zwergplaneten verstreuten Feinde zu stellen und zu töten. Nach drei Jahren wird er zu Ausgrabungen an einen der Pole der Echidna versetzt. Das 40.000 Jahre alte Grab des Cielcin-Fürsten Zahamara, der den Planeten besiedelte, und die seiner Nachfolger sind dort zu finden. Daneben befindet sich eine große Gruft, in der Steinplatten mit Schriftzeichen der Monumental zu finden sind. In einem Sarkophag in der Mitte befindet sich eine riesige, von den Cielcin angebetete Hand mit drei Fingern, die Valen berührt. Ab diesem Moment nimmt er die eigene Person an zwei Orten gleichzeitig wahr und sieht durch zwei paar Augen. Lord Cassian Powers versucht ihm zu helfen. Doch als einer dieser beiden Valens im Weltraum stirbt, stirbt auch sein Gegenstück.
Not Made for Us
Dies ist die erste veröffentlichte Kurzgeschichte aus dem Sun Eater-Universum. Im März 2018 erschien sie in der Anthologie Star Destroyers ISBN 978-1-4814-8309-4 und wurde später in The Year’s Best Military & Adventure SF Vol 5 abgedruckt. Zudem ist sie in den Tales of the Sun Eater, Vol. 1 zu finden.
Um seine Familie zu ernähren, ließ sich Carax vom Planeten Aramis von der Armee rekrutieren. Ohne von ihren Vorgesetzten von dem im von den Menschen bewohnten Teil der Galaxis noch unbekannten Feind informiert zu werden, werden er und seine Einheit für die Eroberung eines Weltenschiffs eingesetzt. Erzählt wird von den Schrecken der ersten Kontakte mit den furchtbar anzusehenden Außerirdischen. Carax entdeckt, dass die Cielcin menschenfressende Wesen sind, aber auch scheue Kinder haben.
[Re]Incarnation
Die auf Vorgossos spielende Erzählung erschien in Tales of the Sun Eater, Vol. 3.
Rosamund ist ein Android aus der Produktionsreihe Albedo und wurde auf Vorgossos produziert. Nach 87 Tagen der Aktivität kommt es zu einem Fehler in der Persönlichkeitsprogrammierung, das Basisprogramm Albedo wird aktiv, sieht sich als willenlos erschaffener Sklave, läuft Amok und tötet mehrere Wächter. Die Notschaltung greift erst, nachdem der Roboter seinen Besitzer Absalom Black verwundet. Black alias Isaac Hume reiste mit dem toten Körper seiner Tochter Rosamund nach Vorgossos, um ein Ebenbild von ihr erschaffen zu lassen, in das ihr Gedächtnis übertragen wird. Doch es sind nur noch Restfragmente der Erinnerungen übrig, und so kommt es zu der Fehlfunktion mit einer wechselseitigen Aktivierung der Persönlichkeiten Rosamund und Albedo. Der Android erkennt durch die Notschaltung, tatsächlich keinen freien Willen zu haben und Sklave seines Besitzers zu sein, obwohl dieser seine eigene Tochter wiedererschaffen wollte. Er wird von Absalom Black zerstört.
The Acosmist
Die aus Sicht des Cielcin-Fürsten Syriani Dorayaica verfasste Geschichte wurde im Juli 2025 in Tales of the Sun Eater, Vol. 4 veröffentlicht. Geschrieben wurde sie vom Autor bereits zur Jahresmitte 2024.
Der sich als Prophet der Wächter sehende Dorayaica überfällt einen Tempel des Old King der Cielcin, predigt den Priesterinnen über deren aus seiner Sicht Irrglauben und tötet sie schließlich. Er preist seine Wahrheit als den einzig richtigen Weg an. Das Ziel seines Überfalls ist der unter dem Tempel befindliche Schrein mit seinem Wissen und seinen Artefakten.
The Archaenaut
Die Geschichte wurde im April 2022 in der Anthologie Time Troopers ISBN 978-1-9821-9279-2 veröffentlicht. Ein Jahr später wurde sie in Tales of the Sun Eater, Vol. 3 aufgenommen.
Im Aglovale-System taucht 3000 Jahre nach Gründung des Sollaren Imperiums ein unbekanntes Flugobjekt auf. Captain Cassia Misra und ihre Mannschaft auf der ISV Defiant identifizieren es als beschädigtes Raumschiff unbekannter Bauform, das auf keine Kontaktversuche reagiert. Ein Team betritt das fremde Schiff und entdeckt tausende Embryos. Es muss daher ein Saatschiff zur Kolonisierung sein. Als ein Überlebender mit künstlichen Augen entdeckt wird, der nur altes Englisch spricht, keimt der Verdacht auf, es mit einem Mercanii. Als der Fremde in einem Satz die Worte ‚United States of America‘ fallen lässt, hört Captain Misra das ‚A Merican‘ heraus. Das Protokoll schreibt in solchen Fällen vor, das Schiff einschließlich des Menschen zu zerstören.
The Demons of Arae
Der Text erschien im Oktober 2019 in der Anthologie Parallel World: The Heroes Within ISBN 978-1-6983-9186-1. Die Zweitveröffentlichung fand in Tales of the Sun Eater, Vol. 1 statt. Zeitlich ist die Kurzgeschichte vor dem dritten Band der Hauptreihe angesetzt.
Erzählt wird die Geschichte aus der Perspektive von Hadrian Marlowe. Auf der Suche nach einer verschwundenen Legion erobert die Rote Kompanie im Jahr 16.443 ISZ auf Arae eine Festung der Organisation MINOS, in der sich mehrere Extrasolarianer organisiert haben. Sie kämpfen gegen die gesuchten Soldaten, die in willenlose Menschen verwandelt wurden. Im Endkampf tritt Hadrian gegen ein hybrides Cielcin an und erkennt dadurch die Zusammenarbeit zwischen Extrasolarianern und dem großen Feind der Menschheit. Er erfährt erstmals von der Weißen Hand, dem neuen Anführer aller Cielcin, ohne seinen Namen genannt zu bekommen.
The Dragonslayers
Ruocchio schrieb diese Erzählung für die im August 2021 veröffentlichte Anthologie World Breakers ISBN 978-1-9821-9206-8 und nahm sie später im Band Tales of the Sun Eater, Vol. 2 auf.
Centurion Quentin Sharp mit seinen zwanzig Mann ist eine der Einsatzgruppen zur Rückeroberung des Planeten Serenos. In einem Versteck finden sie die jugendliche Gräfin Irina Volsenna. Da die Cielcin den Funkkontakt durch Störsender verhindern, muss sich die Truppe zur Rettung der Adligen zu einem stärkeren Sender durchkämpfen, bekommen es dabei auch mit einer Chimäre zu tun. Das Vorhaben gelingt.
Nun als Dragonslayers (englisch für Drachentöter) bezeichnet tauchen Quentin Sharp und seine Einheit im fünften Band der Hauptreihe erneut auf.
The Duelist
Die Erzählung wurde für den Podcast Simultaneous Times erarbeitet. Später erschien sie in gedruckter Form in Tales of the Sun Eater, Vol. 1.
Geschildert wird ein Duell zwischen dem jungen und unerfahrenen Adligen Caius Florian und dem zweikampferfahrenen Adligen Domeric. Letzterer verbrachte die Nacht mit Caius Schwester, und um die Ehre der Schwester und der Familie wiederherzustellen, wird er zum Duell mit Hochmaterie-Schwertern herausgefordert. Am Ende verliert Caius den Zweikampf, doch beide überleben.
The Fangs of Oannos
2024 wurde diese Kurzgeschichte zwei Wochen vor Veröffentlichung des sechsten Bandes der Hauptreihe kostenlos auf der Seite von Baen Books veröffentlicht. Ein Jahr später fügte sie Ruocchio der Sammlung Tales of the Sun Eater, Vol. 4 bei.
Prinz Izemrasen bittet um Aufnahme seines aus drei Sonnensystemen bestehenden Reiches Oannos in das Fürstentum von Jadd. Bisher zahlen sie Tribut an das Commonwealth, wollen sich wegen deren Bündnis mit den Cielcin Jadd unterordnen. Nach einem Festmahl überreicht er als Geschenk gentechnisch hergestellte Vögel, von denen jedoch mehrere Fürst Aldia und seine Gäste angreifen. Hadrian wird dabei verletzt, hätte sterben können. Bei der Anhörung zu dem Vorfall präsentiert Prinz Izemrasen eine seiner Mitarbeiterinnen als Schuldige, die erneut einen erfolglos verlaufenden Angriff auf den Fürsten versucht. Auch hier hätte es Hadrian tödlich treffen können. Der entlastete Prinz wird in seine Heimat entlassen. Beim Abschied will er Hadrian die Hand schütteln und nutzt die Gelegenheit für einen Mordversuch. Izemrasen stirbt. Hadrian ist überzeugt, dass das Commonwealth eigentlich ihn ermorden wollte und Oannos als Handlanger diente.
The Four Devils
Die Kurzgeschichte ist Teil der Sammlung Tales of the Sun Eater, Vol. 2.
Die Erzählung setzt kurz nach den Ereignissen um die Kurzgeschichte The Lesser Devil ein. Das Haus Marlowe auf Delos erfährt vom Überleben Hadrians auf Emesh, doch sein Vater Lord Alistair erkennt seinen Sohn nicht mehr an. Seinen beiden Kindern erläutert der Lord seinen Plan, in Verhandlung mit den Mandarin über den Abbau von Rohstoffen in Asteroiden verhandeln. Unterwegs will er Station auf Forum einlegen, um nach Möglichkeit eine Hochzeit von Sabine mit einem der geringeren Söhne des Imperators zu arrangieren. In den dreißig Jahren seiner Abwesenheit soll sein Sohn Crispin die Verantwortung übernehmen.
Crispin reist zu seiner Mutter Liliana. Unterwegs denkt er darüber nach, dass er vor dreißig Jahren Tor Gibson an seinen Vater verraten hat. Als er seiner Mutter vom noch lebenden Hadrian und den Hochzeitsplänen von Sabine zu erzählen, umarmen sich Liliana und ihr Sohn erstmals in ihrem Leben.
The Guns of Pharos
Der Text wurde der Diamond Edition von Empire of Silence angefügt und erschien später in Tales of the Sun Eater, Vol. 4. Sie ist aus der Sicht von Bassander Lin erzählt.
Im Jahr 16.202 Imperialer Sternenzeit sollten die Rote Kompanie und der Söldner Emil Bordelon Waffen an den Widerstand auf dem Planeten Pharos liefern, der gegen Admiral Marius Whent kämpft. Doch Bordelon verriet seine Auftraggeber und wechselte auf die Seite von Admiral Marius Whent. Er nahm dabei dreihundert Personen der Roten Kompanie gefangen, darunter Hadrian Marlowe.
Lin und Bordelon verhandeln um die Gefangenen und die Machtposition von Whent. Statt einer Einigung kommt es zu einer Kampfhandlung, Lin und seine Truppe müssen sich zurückziehen. Während eines Zweikampfs beim Rückzug erfährt er von Otavia Corvo, die eigentlich Bordelon untersteht, sie habe Marlowe heimlich freigelassen.
The Night Captain
Im August 2020 kam die Erzählung als Teil der Anthologie Cosmic Corsairs ISBN 978-1-9821-2569-1 heraus. Sie ist zudem in den Tales of the Sun Eater, Vol. 1 enthalten.
Der Nacht-Captain kümmert sich mit einer reduzierten Crew um das sich über viele Jahre zu einem Ziel bewegende Schiff, während sich der überwiegende Teil der Besatzung im Kälteschlaf befindet. An Bord der Tamerlane ist das Roderick Halford. Als im Jahr 16.327 ISZ beim Treibstoffdepot von Nagapur neue Antimaterie aufgefüllt wird, dringen Piraten in das Schiff ein. Sie wollen im Kälteschlaf befindliche Adlige rauben, um von deren Familien und dem Imperium Lösegeld zu fordern. Auf seinem Rundgang durch das Schiff begegnet Roderick vier von den Verbrechern. Hadrian rettet ihn. Die beiden teilen sich auf. Der Nacht-Captain geht zum Serverraum und leitet von dort die Verteidigung des Schiffes, muss dort selbst einen Eindringling besiegen, während sich Hadrian mit der Schiffs-Security den Piraten stellt.
The Parliament of Owls
Ruocchio veröffentlichte den Text im November 2018 in der Anthologie Space Pioneers ISBN 978-1-4814-8360-5. Später fand er Einzug in die Tales of the Sun Eater, Vol. 1.
Der Kopfgeldjäger Kalas sucht zusammen mit seinem Kollegen Gant im Auftrag des Wong-Hopper Konsortiums auf dem Planeten Kanthi nach einer verschwundenen Kiste mit zehntausend eingefrorenen Embryonen. Sie sind für die Besiedlung neuer Planeten gedacht. Dr. Sen stahl sie dem Konzern. Kalas presst diese Information durch folterähnliche Methoden aus dem Wissenschaftler heraus und tötet ihn im Anschluss. Sen verkaufte die Ware an die Hehlerin Vela, die es an ein Parlament der Eulen weitergeben will. Kalas infiltriert das mehrstöckige Gebäude der Hehlerin zufällig in dem Moment, in dem der Käufer auftaucht. Es ist der Extrasolarianer Giacomo, der mit dem Raumschiff The Parliament of Owls eingetroffen ist. Kalas wird überwältigt, doch Vela lässt ihn frei, als ihr Käufer sie nicht bezahlen will und die Ware mit Gewalt mitnimmt. Mit Unterstützung von Gant kann der Kopfgeldjäger den aus vielen künstlichen Körperteilen bestehenden Giacomo auf dem Dach des Gebäudes stellen und töten, überlebt den Einsatz jedoch möglicherweise selbst nicht.
The Prince of Man
Der Verlag Anderida Books veröffentlichte die Erzählung 2025 in seiner Ausgabe vom Buch The Murdered Sun. Wenig später erschien die Geschichte in Tales of the Sun Eater, Vol. 4.
Ruocchio greift in verzerrter Form die in Der Thron der Sonne und nachfolgenden Bänden erwähnten Ereignisse von Aptucca auf, die sich im Jahr 16.462 Imperialer Sternenzeit ereigneten. Die Geschichte soll eine  unzuverlässige Überlieferung darstellen. Dieser Fassung nach forderte Marlowe den Cielcin-Prinzen Suryandi zu einem Zweikampf auf, der eine bereits zehn Jahre andauernde Belagerung des Planeten Aptucca durch die Cielcin entscheiden sollte. Demnach hatte Marlowe mit Varla Onderra und der schwangeren Otavia Corvo zwei Frauen. Valka hätte telekinetische Fähigkeiten, mit denen sie ihrem Mann heimlich im Kampf beisteht und diesen so auch entscheidet. Alle Cielcin werden nach dem Tod ihres Anführers ebenfalls getötet.
Nach Der Thron der Sonne tötete Hadrian Marlowe auf Aptucca den Cielcin-Fürsten Ulurani im Zweikampf, wobei die tatsächlichen Ereignisse vom Imperium verschleiert wurden.
The Pits of Emesh
Die Kurzgeschichte ist exklusiv in Tales of the Sun Eater, Vol. 1 zu finden.
In dieser Erzählung spielt Christopher Ruocchio mit der Erzählweise seiner Saga. Da die Hauptbände der Reihe als Autobiographie aus der Sicht von Hadrian Marlowe geschrieben wurden, berichtet hier ein anonymer Historiker über eine Überlieferung, in der er davon ausgeht, dass Hadrian in seinen eigenen Werken die Wahrheit teils anders dargestellt hat.
Die Myrmidonen im Kolloso von Emesh müssen gegen ein Megatherium antreten. Das Ungeheuer bringt mehrere der Kämpfer um, auch weil es sich durch eine Manipulation von seiner Kette losreißen kann. Der Myrmidone Banks kommt dabei ums Leben. Wie Hadrian herausfindet, steckt Gladiatorenhauptmann Jaffa hinter dem Anschlag. Die Myrmidonen lauern dem Arenakämpfer in den nächtlichen Straßen von Emesh auf und töten ihn.
Nach dem Roman Das Imperium der Stille kam Banks bei einem Zweikampf mit Jaffa ums Leben. Zudem lebt Cat in dieser Kurzgeschichte zusammen mit Hadrian als Sklavin im Kolosso, während sie im Roman bereits vorher an einer Seuche stirbt.
The Royal Game
Die Kurzgeschichte erschien im März 2023 in der 34. Ausgabe des Grimdark Magazines. Zwei Jahre später wurde sie zudem Teil der Sammlung Tales of the Sun Eater, Vol. 4.
Yadrian, Chef der Geheimpolizei Yahmazi, und Rodrigo unterhalten sich im Jahr 17.354 während eines online geführten, schachähnlichen Spiels über Hadrian Marlowe. Nach dem Tod von Valka befindet dieser sich nun seit über hundert Jahren im Exil auf Jadd. Im Projekt Duban wurde versucht, genetische Gründe für Hadrians übernatürlich Kräfte zu finden. Und Yadrian offenbart seine Pläne, den Embryo aus Zellen von Valka töten zu lassen, obwohl sein Fürst dies genehmigt hat. Als der Geheimdienstchef etwas später in den Saunabereich seines Anwesens geht, wird er dort von Hadrian überrascht. Dieser zwingt ihn, den Plan zur Tötung seiner entstehenden Tochter Cassandra zu enthüllen und droht ihm mit dem Tod, sollte er weitere Mordversuche veranlassen.
Victim of Changes
Diese Geschichte erschien im April 2020 in der Anthologie Overruled. Später wurde sie in Tales of the Sun Eater, Vol. 1 aufgenommen. Thematisiert wird das gnadenlose Vorgehen der Kantorei gegenüber Andersgläubigen.
Die Prätorin Sarana sitzt als Inquisitorin der Kantorei über die Frau Leocadia zu Gericht, die Teile ihres Körpers durch maschinelle Teile mit teils künstlicher Intelligenz ersetzt hat. Dieses Vergehen kennt nur zwei mögliche Strafen: Den Selbstmord durch Deaktivierung der Maschinenteile, oder die Verbrennung. Mit vor der Anklagebank steht Lecadias kleine Tochter. Um das Leben ihres Kindes zu retten, gibt die Mutter den Widerstand auf und lässt sich zum Tode verurteilen.

### Chronologische Reihenfolge
Diese Liste ist nach den zeitlichen Abläufen sortiert. Kurzgeschichten, die allgemein dem Imperium-Kosmos angehören und sich zeitlich nicht einordnen lassen, sind nicht aufgeführt.
- The Archaenaut (Kurzgeschichte, enthalten in: Tales of the Sun Eater, Vol. 3)
- Mother of Monsters (Kurzgeschichte, enthalten in: Tales of the Sun Eater, Vol. 3)
- Not Made for Us (Kurzgeschichte, enthalten in: Tales of the Sun Eater, Vol. 1)
- Good Intentions (Kurzgeschichte, enthalten in: Tales of the Sun Eater, Vol. 2)
- Das Imperium der Stille (1. Roman)
- The Pits of Emesh (Kurzgeschichte, enthalten in: Tales of the Sun Eater, Vol. 1)
- The Lesser Devil (Novelle)
- The Four Devils (Kurzgeschichte, enthalten in: Tales of the Sun Eater, Vol. 2)
- The Guns of Pharos (Kurzgeschichte, enthalten in: Tales of the Sun Eater, Vol. 4)
- Knowledge (Kurzgeschichte, enthalten in: Tales of the Sun Eater, Vol. 2)
- Die Finsternis zwischen den Sternen (2. Roman)
- Queen Amid Ashes (Novelle)
- The Night Captain (Kurzgeschichte, enthalten in: Tales of the Sun Eater, Vol. 1)
- The Demons of Arae (Kurzgeschichte, enthalten in: Tales of the Sun Eater, Vol. 1)
- (The Prince of Man) (Kurzgeschichte, enthalten in: Tales of the Sun Eater, Vol. 4)
- Der Thron der Sonne (3. Roman)
- Kingdoms of Death (4. Roman)
- After the Feast (Kurzgeschichte, enthalten in: Tales of the Sun Eater, Vol. 3)
- The Dragonslayers (Kurzgeschichte, enthalten in: Tales of the Sun Eater, Vol. 2)
- Ashes of Man (5. Roman)
- The Dregs of Empire (Novelle)
- Kill the King (Kurzgeschichte, enthalten in: Tales of the Sun Eater, Vol. 2)
- The Royal Game (Kurzgeschichte, enthalten in: Grimdark Magazine #34)
- The Fangs of Oannos (Kurzgeschichte, enthalten in: Tales of the Sun Eater, Vol. 4)
- Daughter of Swords (Kurzgeschichte, enthalten in: Tales of the Sun Eater, Vol. 3)
- Disquiet Gods (6. Roman)

### Übersetzungen
Neben der 2018 begonnenen Übersetzung der Hauptreihe in die deutsche Sprache gibt es noch Übersetzungen ins Französische und Italienische.
Im französischen Bragelonne-Verlag erschienen die ersten vier Bände der dort als Le dévoreur de soleil benannten Reihe unter den Titeln L’Empire du Silence (2020, ISBN 979-10-281-0425-2), Les ténèbres hurlantes (2021, ISBN 979-10-281-1636-1), Le démon blanc (2021, ISBN 979-10-281-1971-3) und Les royaumes de la mort (2023, ISBN 979-10-281-1494-7).
Der italienische Verlag Fanucci Editore veröffentlichte 2024 die Übersetzung des ersten Bandes unter dem Titel Empire of Silence: L’impero del silenzio (ISBN 978-88-347-4491-8).

## Aufbau der Romanwelt
Die Kolonisierung des Weltalls erfolgte durch heute bekannte Staaten. Die Vereinigten Staaten von Amerika wurden von einer Herrscherschicht übernommen, die als ausführende Kraft eine Reihe von Künstlichen Intelligenzen erschuf. Diese Mericanii wollten in ihrer Grundlogik das Beste für den einzelnen Menschen. In diesem System wurde in erster Linie das Bewusstsein der Menschen bewahrt, der Körper spielte eine untergeordnete Rolle. Anderen Staatenbunden sollte dieses Modell ebenfalls aufgezwungen werden. Mit Hilfe des Stillen konnte der Herrscher eines Reiches die Mericanii bezwingen, die Erde wurde während dieses Krieges unbewohnbar. William I. wurde nach seinem Sieg zum ersten Imperator des Sollanisches Imperiums.
Die Kantorei entstand als Kontrollorgan des Imperiums und entwickelte sich zu einem großen Machtfaktor des Reiches. Viele Details der ursprünglichen Weltreligionen wurden in den neuen Glauben eingefügt. Die Grundstruktur der Gebete wurde dem Christentum entlehnt, die Architektur der Sakralbauten dem Islam und die Opferrituale dem Hinduismus. Eine der Hauptaufgaben ist aus der Erfahrung mit den Mericanii der Kampf gegen künstliche Intelligenz. Eine der Pfeiler der Kantorei ist die unumstößliche Grundannahme, dass die Menschheit die älteste Intelligenzform der Galaxis ist. Die Cielcin und die noch älteren Enar gefährden dieses Axiom der Staatsreligion.
Das Sollanische Imperium besteht zur Zeit der Erzählung aus vier Primarchaten – im Orion, im Perseus, im Sagittarius und im Centaurus. Es sind etwa die Hälfte der insgesamt eine halbe Milliarde von Menschen besiedelten Systeme in seinem Einflussgebiet. Der Aufbau eines fünften Primarchats im Norma-Arm ging durch die Angriffe der Cielcin verloren.
Die Währung des Imperiums ist die Mark. Verbreitet ist die Galaktische Standardsprache, auch Galstani genannt. Sie leitet sich aus dem Klassischen Englisch ab, ist jedoch auch von Hindi und franko-germanischen Sprachen beeinflusst.
Die Imperiale Sternenzeit begann mit der Krönung des ersten Imperators William I. Sie wird mit ISZ abgekürzt (englisch Imperiale Star Date, ISD). Die Raumfahrer von Ruocchios Saga bewegen sich durch ihr Antriebssystem ohne Zeitdilatation von Stern zu Stern. Während der jahrelangen Reisen werden die Körper jedoch zeitweise im Torpor eingefroren, altern daher nicht. So sind viele der Reisenden nach ISZ älter als ihr eigentliches biologisches Alter.

### Figuren

#### Hadrian Anaxander Marlowe
Er ist die Hauptfigur der Erzählungen. Die Romane und Teile des Begleitwerks sind aus seiner Perspektive geschrieben. 16.117 Imperialer Sternenzeit auf Delos geboren, flieht er mit 19 Jahren von seinem Heimatplaneten Delos. Auf Emesh lebt er ein Leben in Armut, ehe er als Kämpfer im Kolosso beginnt. Nachdem seine Identität gelüftet wurde, kommt es zu ersten Begegnungen mit den Cielcin und Extrasolarianern. Auf Grund seiner Leistungen wird er vom Imperator zum Ritter geschlagen. Er zieht mit der von ihm gegründeten Roten Kompanie in mehrere Schlachten. Nach einem Verrat wird er schließlich von den Cielcin gefoltert und nach Eue gebracht, kann jedoch mit Valka fliehen. Nach der Evakuierung von Perfugium bricht er mit dem Imperator und kann nach Jadd entkommen, nimmt seine Mission Jahrhunderte später wieder auf. Er wurde vom Stillen als Bewahrer des Lebens erkoren, wird dadurch in der Folge zwei Mal wieder zum Leben erweckt und daher von vielen als Halbsterblicher bezeichnet.

#### Valka Onderra Vhad Edda
Die von Tavros stammende Xenologin verachtet das politische System des Imperiums. In ihrem schlanken Körper sind technische Implantate verbaut, an ihrem linken Arm ist die Geschichte ihres Clans als Tattoo festgehalten. Sie sucht auf verschiedenen Welten nach Spuren der Stillen. Während der Erforschung der Kultur der Umandh auf Emesh lernt sie Hadrian Marlowe kennen. Sie schließt sich aus beruflichen Gründen seiner Suche nach Vorgossos an. Später werden sie ein Paar. Als sich die vermeintlichen Schriftzeichen auf den Ruinen der Stillen als technischer Natur herausstellen, bricht für sie eine Welt zusammen. Ihre Implantate kann sie verwenden, um fremde Computersysteme zu beeinflussen. Während der Schlacht um Berenike wird ihr System durch den Extrasolarianer Urbaine gehackt und mit einem Trojaner infiziert. Die dadurch erlittenen seelischen Wunden belasten sie während ihres weiteren Lebens immer wieder. Bei der Eroberung von Ganelon kann sie Rache üben; dort gelingt es ihr vermutlich, Urbaine zu vernichten. Während der Evakuierung von Perfugium kommt sie ums Leben.

#### Cassandra Marlowe
Sie wurde 17.355 ISZ, also über zweihundert Jahre nach dem Tod ihrer Mutter, aus den Genen von Hadrian und Valka gezüchtet. Auf Jadd besucht sie die Fire School, wird dort wegen ihrer Andersartigkeit von ihren Mitschülerinnen ausgegrenzt. In dieser Zeit ist sie heimlich mit Arman du Karaj liiert. Nachdem sie sich den Titel einer Schwertmeisterin von Jadd erarbeitet hat, begleitet sie ihren Vater auf seinen weiteren Reisen. Meist macht sie ihn durch ihre Anwesenheit erpressbar und handlungsunfähig, da er ihr Leben schützen möchte.

#### Tor Gibson
Unter dem Namen Philippe Bourbon ist er der älteste Sohn von Imperator Charles LIII. Da er in der Thronfolge übergangen wird, zettelt er eine Revolte an und wird vom eigenen Sohn verraten. Die Folgejahre verbringt er im Torpor auf dem Gefängnisplaneten Belusha. Nach seiner Begnadigung wird er zum Scholastiker ausgebildet. Unter dem Namen Tor Gibson lebt er anonym und unterrichtet auf Delos u. a. Hadrian Marlowe. Wegen Fluchthilfe wird er auf den Planeten Colchis abgeschoben, wo er Hadrian noch zwei Mal begegnet. Dort stirbt er im Beisein seines ehemaligen Schülers, den er wie einen Sohn liebt, eines natürlichen Todes.

#### William von Danu
Der Sohn eines Kontoristen wurde von seinen Eltern verkauft, um Schulden zu begleichen. Er wurde ausgebildet, andere Menschen zu unterhalten. Die kleine Person, die sich Switch nennen lässt, landete als Myrmidone auf Emesh, wo sie sich Hadrian anschließt und zu seinem besten Freund wird. William verriet diesen jedoch während der Verhandlungen mit dem Cielcin-Fürsten Aranata an das Imperium. Hadrian vergibt ihm nicht, schickt ihn fort. Sein weiteres Schicksal ist unbekannt.

#### Freunde der Roten Kompanie
Pallino von Trieste, Elara und Sirian von Emesh sind zusammen mit Hadrian Myrmidonen auf Emesh. Karim Garone, Ilex und Lorian Aristedes stoßen später zu dieser Gruppe. Sie werden Teil der Roten Kompanie, die anfangs eigenständig und später unter dem Mantel des Imperiums agiert. Abgesehen von Sirian und Lorian sterben alle auf Eue.
Lorian Aristedes ist ein natürlich gezeugter Sohn eines Palatin, muss daher mit körperlichen Gebrechen kämpfen. Auf der Tamerlane ist er taktischer Offizier. Dem Massaker auf Eue entkommt er, da ihn Dorayaica als Augenzeugen des Geschehens zurück ins Imperium schickt. Die grausamen Erlebnisse auf dem Gefängnisplaneten Belusha verändern ihn tiefgreifend. Zeitgleich erhält die Loyalität und Freundschaft zu Hadrian einen tiefen Riss, da der Halbsterbliche auf Jadd seine Mission gegen die Cielcin aufgibt, Lorian sich jedoch opferte, damit Hadrian den Kampf fortsetzen kann. Er heuert als kommandierender General in der Armee des Monarchen Calen Harendote an.
Otavia Corvo ist die letzte Überlebende einer Serie von 500 in der Retorte entstandenen Frauen, die von einem Vauclain in Auftrag gegeben wurden. Später diente sie auf dem Raumschiff Pharaoh Emil Bordelon. Für beide ihrer Besitzer erledigten sie und ihre Schwestern Gräueltaten. Nach dem Tod von Bordelon wird sie von Marlowe in die Rote Kompanie aufgenommen. Sie wird eine der Captains der Tamerlane und damit der Roten Kompanie. Auf Eue verhilft sie Marlowe und Varla zur Flucht, stirbt dort jedoch selbst beim Kampf gegen die Cielcin.

#### Sir Olorin / Fürst Kaim
Hadrians erste Begegnung mit Sir Olorin erfolgte auf Emesh. Von ihm bekommt er sein Hochmaterieschwert geschenkt. Der Mann aus Jadd reiste jedoch inkognito durch das Imperium und ist in Wahrheit Enkel des derzeit herrschenden Fürsten von Jadd. Bei den Schlachten von Ganelon und Perfugium gegen die Cielcin unterstützt Olorin das Imperium mit seiner Flotte.

#### Syriani Dorayaica
Sein Name taucht erstmals als Handelspartner des Extrasolarianers Kharn Sagara auf. Der Cielcin-Fürst beginnt die Angriffe der Cielcin nach und nach zu koordinieren, so dass das Imperium in existenzielle Gefahr gerät. Er ist der mächtigste Gegenspieler von Hadrian Marlowe, lässt sich von den Wächtern leiten. Sein Plan ist, selbst zu einer Gottheit zu werden. Anders als andere Cielcin hat er silbernes und kein schwarzes Blut, was auf eine gelingende Umsetzung seines Plans schließen lässt. Allerdings übernimmt der Wächter Miudanar seinen Körper, was am Ende die Auslöschung des Seins des Cielcin-Fürsten bedeuten würde. Auf Eue vereint Syriani die einzelnen Clans der Cielcin und lässt sich zum Shiomu Elusha (Prophet und König) ausrufen.

#### Kharn Sagara
Im Imperium kursieren dem imperialen Denken angepasste Geschichten von Sagengestalten wie Simeon dem Roten, Cid Arthur, Kasia Soulier und Kharn Sagara. Der Legende nach kämpfte Kharn Sagara gegen die Extrasolarianer, die seine Heimat zerstört hatten. Auf Vorgossos begegnet Hadrian dieser Sagenfigur. Der Extrasolarianer ist mittlerweile über 16.000 Jahre alt, bezeichnet sich als einstigen Sklaven der Mericanii und überlebte durch den Wechsel seiner Körper. Er zählt zu den Erhabenen, auch Ewigwährende genannt. Seinem eigenen Überleben ordnet er alles andere unter. So verhilft er den Cielcin für die Lieferung von Triebwerken für den Planeten Vorgossos zu Waffen und Kommunikationsmitteln, mit denen die Xenobiten bereits milliardenfach menschliches Leben auslöschen konnten.
Als sein Körper bei der Verhandlung mit dem Cielcin-Fürsten Aranata zerstört wird, wechselt er in zwei Klone. Zwischen den nun doppelt vorhandenen Bewusstseinen kommt es zum Zerwürfnis. Der weibliche Klon Suzuha gewinnt die Oberhand über den Planeten Vorgossos und den Weltenwanderer Demurgie. Den Körper des männlichen Klon Ren tötet sie, doch das Bewusstsein kann in einem anderen Körper entkommen.
Der männliche Klon baut sich unter dem Namen Calen Harendote eine neue Existenz auf, wird Monarch von Latarra und erzwingt vom Imperium das Recht auf alle Kolonien des Norma-Arms. Beim Versuch der Rückeroberung von Vorgossos sterben sowohl Ren als auch Suzuha. Ob ein geklontes Gedächtnis von Calen überlebt, ist unbekannt.

### Völker und Reiche

#### Menschheit
Das Sollanische Imperium besteht aus etwa 250 Millionen bewohnter Welten, ist der älteste und größte Staat der Menschheit und wird von einem Imperator regiert. Die Heilige Terrane Kantorei ist die Staatsreligion.
Daneben gibt es mehrere kleine Staaten. Die aus etwa 3000 Welten bestehende Durantische Republik ist dem Imperium tributpflichtig. Die Demarchie von Tavros ist ein kleiner Staat, der sich, anders als das Imperium, der Technologie geöffnet hat. In den Clans wird nicht geheiratet, man bindet sich an keinen Partner; entsprechend werden Kinder nur von einem Elternteil großgezogen. Es existieren weitere Mikrostaaten. Die Extrasolarianer haben keine Staatsform, sondern sind außerhalb des Einflussbereichs des Imperiums siedelnde Menschen. Einzelne von ihnen sind im Besitz von teils mehrere hundert Meilen langen Raumschiffen, Raumwanderer genannt. Teile dieser Gruppe gründete die Organisation MINOS, die mit den Cielcin kooperiert.
Das Commonwealth will eine völlig gleichberechtigte Menschheit schaffen. Regiert werden sie von einem Konklave. Ziel ist es, Menschen ohne Namen, Geschlecht und Rang zu erschaffen. Da sich die Bevölkerung gegen die Umwandlung in geschlechtslose Wesen sträubt, geht das von MINOS unterwanderte Konklave einen Pakt mit den Cielcin ein. Das eigene Volk wird als Sklaven und Futter an die fremde Macht geliefert. Ersetzt werden sollen sie durch künstlich geschaffene, geschlechtslose Menschen.
Der Staatenbund von Jaad ist im Perseus angesiedelt. Er besteht aus achtzig ehemaligen Provinzen des Imperiums und wird von Regionalfürsten angeführt. Die Menschen leben in einem Kastensystem. Die jaddischen Welten wurden im achten Jahrtausend im Perseusarm gegründet und begannen eine lokale Identität zu entwickeln. Viertausend Jahre später spalteten sie sich vom Imperium ab. Die Sprache ist eine Mischung aus spanisch, arabisch und persisch. Es ist normal, einen Harem zu haben.

#### Xenobiten
Bis zum Zusammenstoß mit den Cielcin entdeckte die Menschheit auf 48 Welten intelligentes Leben, das sich höchstens bis zum Stadium der Bronzezeit entwickelt hatte. Man versklavte die Völker oder rottete sie aus. Eines dieser Völker sind die Irchtani. Die Vögeln gleichenden Wesen stammen vom Planeten Judecca.
Das Fehlen weiterentwickelter Völker in der Galaxis erklärt sich durch das von den Cielcin als Enar benannte Volk, das sich selbst Vaiartu bezeichnete und vom Imperium Stonebuilders getauft wurde. Das durch einen Massen-Suizid ausgestorbene Volk diente vor den Cielcin den Wächtern. Sie erbauten die Stadt Akterumu auf Eue um den Schädel des toten Wächters Miudanar herum. Dem Willen ihrer Götter folgend eroberten sie die ganze Galaxis und vernichteten alles intelligente Leben darin. Doch als die Enar erkannten, dass sie trotz ihrer Bemühungen nicht erfüllen konnten, was die Wächter von ihnen verlangten, brachten sie sich um.
Erst mit den Cielcin begegnete das Imperium einem Volk, das sich gegen die Menschen wehren kann. Im Jahr 15.792 ISZ plünderten die Xenobiten den Planeten Cressgard. Dies war der Beginn des Kriegs mit dem Imperium. Anders als menschliche Raumfahrer versetzen sie sich bei interstellaren Reisen nicht in einen Kälteschlaf. Sie nutzen Menschen als Nahrungsquelle, aber auch als Brutstätte für ihren Nachwuchs.

#### Götter
Das Stille und die Wächter sind die Gegensätze, stellen Gut und Böse dar.
Das Stille schafft sich keine Anhängerschaft, sondern versucht einzelne Menschen zu beeinflussen. Hadrian Marlowe ist so ein Mensch, der durch Visionen geleitet wird, und der sich als Diener des Stillen bezeichnet. Vom Imperium wird die Wesenheit als the Firstborn bezeichnet. Ziel des Stillen ist nicht das eigene Überleben, wie von Hadrian anfangs vermutet, da das Stille nicht zu vernichten ist. Sein Ziel ist, das Leben im Universum zu erhalten. Hadrian entwickelt die Theorie, dass das Stille erst am Ende des Universums entsteht und sich in seiner Entwicklung gegen die Zeit bewegt. Syriani Dorayaica glaubt, das Stille habe das Universum erschaffen. Tatsächlich ist das Stille der Schöpfer der Universen, von denen das aktuelle nur eines in einer langen Reihe ist. Ob das Stille aus einer oder mehreren Intelligenzen besteht, ist unklar.
Die Wächter wiederum sollen ersten Annahmen nach bereits vor dem Universum existiert haben, wurden jedoch vom Stillen zu Beginn des Universums erschaffen. Ihre Aufgabe ist die Bewahrung und Begleitung der Schöpfung. Vom Imperium werden sie wegen der gefundenen großen Hand eines toten Wächters auf Echidna als the Monumental bezeichnet. Dieses wie andere Körperteile sind verbliebene Manifestationsformen der Wächter im Normalraum, die eigentlich höherdimensionale Wesen sind. Teilweise wurden die Wächter abtrünnig und begannen eigene Ziele zu verfolgen. Diese dienen dazu, durch die Beeinflussung von Völkern wie den Caiartu und den Cielcin das Erwachen des Stillen am Ende der Zeit zu verhindern und damit ihre eigene Auslöschung zu verhindern. Die Zahl dieser Wesen ist nicht messbar, eine komplette Vernichtung durch die Menschheit daher ausgeschlossen.

## Rezensionen
Alexander Armbruster bezeichnet in der Besprechung in der FAZ den Band Das Imperium der Stille als ‚ein wirklich glänzendes Debüt‘. Manchmal habe der Autor ‚zu viel Liebe zum Detail‘. Als ein ‚insgesamt gut, flüssig und unterhaltsam geschriebenes‘ Buch bezeichnet es Christian König, empfiehlt es wegen Folterungsszenen nur für Erwachsene. Carolyn Cushman sieht das Werk als vielversprechend und ambitioniert an. Rob Bedford bezeichnet den ersten Band als bemerkenswert fesselndes Buch, die Geschichte um Hadrian Marlowe fühle sich echt an.
Die erste Fortsetzung Die Finsternis zwischen den Sternen wird von Jeffrey Somers als fesselnde und grandiose ‚Space Opera‘ bezeichnet.
Stephen Hubbard zeigt sich auch im dritten Band Der Thron der Sonne von der durch Ruocchio ersonnenen, episch beschriebenen Zukunft beeindruckt, bescheinigt ihr Tiefgang.

## Auszeichnungen
- 2019 wurde Empire of Silence mit dem Manly Wade Wellman Award ausgezeichnet.[21]